# Rozchodnik ostry
Rozchodnik ostry (Sedum acre L.) – gatunek rośliny należący do rodziny gruboszowatych (Crassulaceae). Występuje w stanie dzikim w północnej Afryce, zachodniej Azji, na Kaukazie, Syberii oraz w Europie. W Polsce jest rozpowszechniony na całym niżu, rzadszy na pogórzu Sudetów i Karpat. Jest także uprawiany jako roślina ozdobna.

## Morfologia
PokrójRoślina darniowa, tworząca niską, gęstą darń do 10 cm wysokości.
ŁodygaPłożąca się lub wzniesiona, o długości 5–15 cm.
LiścieGrube, jajowate, górą spłaszczone, krótkie i szerokojajowate, zwężające się od nasady ku wierzchołkowi, bez wyrostka. Mają długość do 4 mm, ustawione są dość gęsto na nie kwitnących pędach.
KwiatyZłotożółte, prawie poziomo odstające płatki korony, o długości 6–9 mm, zebrane w kilkukwiatowe podbaldachy na szczytach pędów.
OwocTorebka o długości (wraz z szyjką) do 5 mm, szyjka 2–3-krotnie krótsza od torebki. Nasiona gładkie.

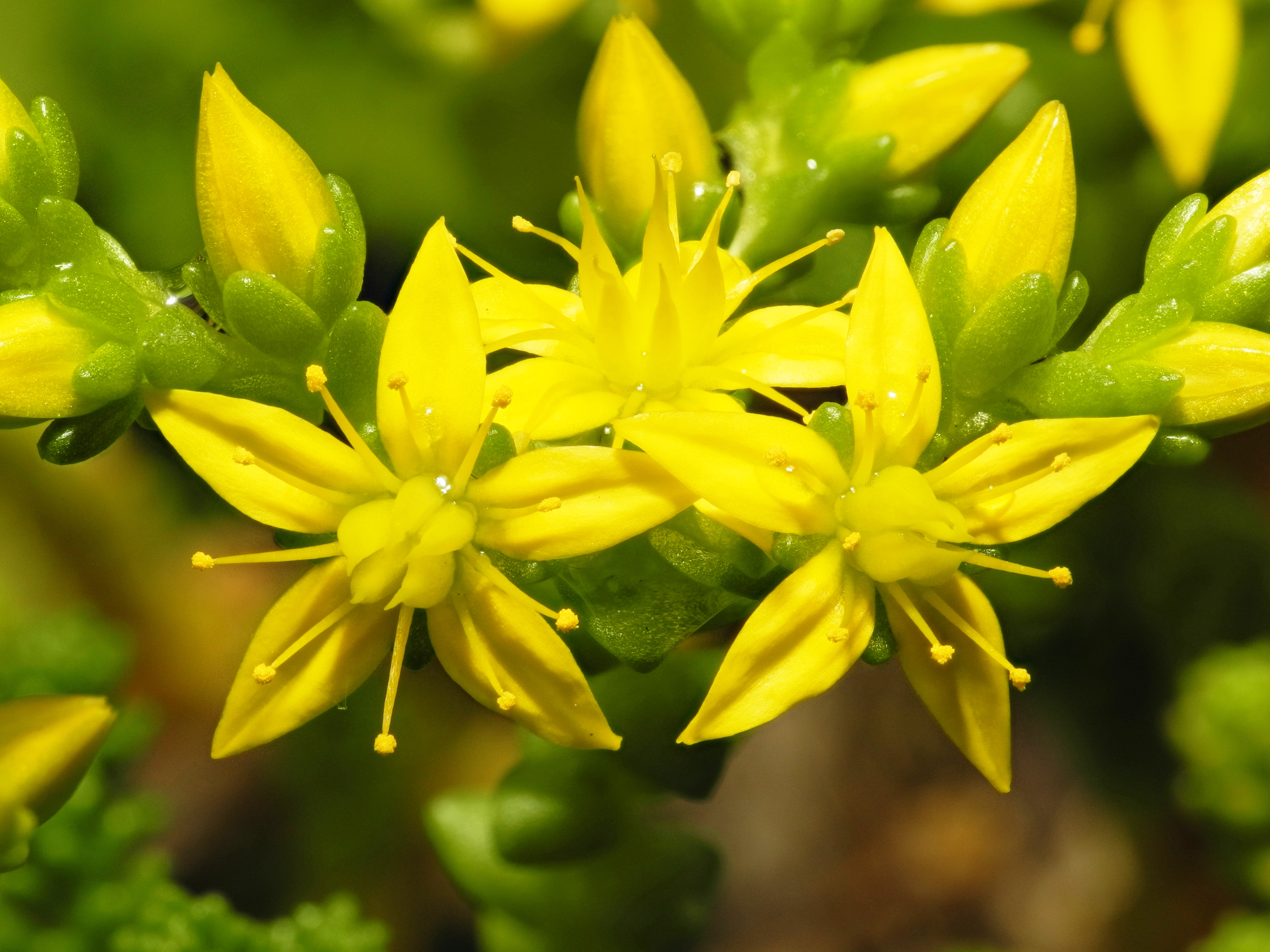
Kwiaty
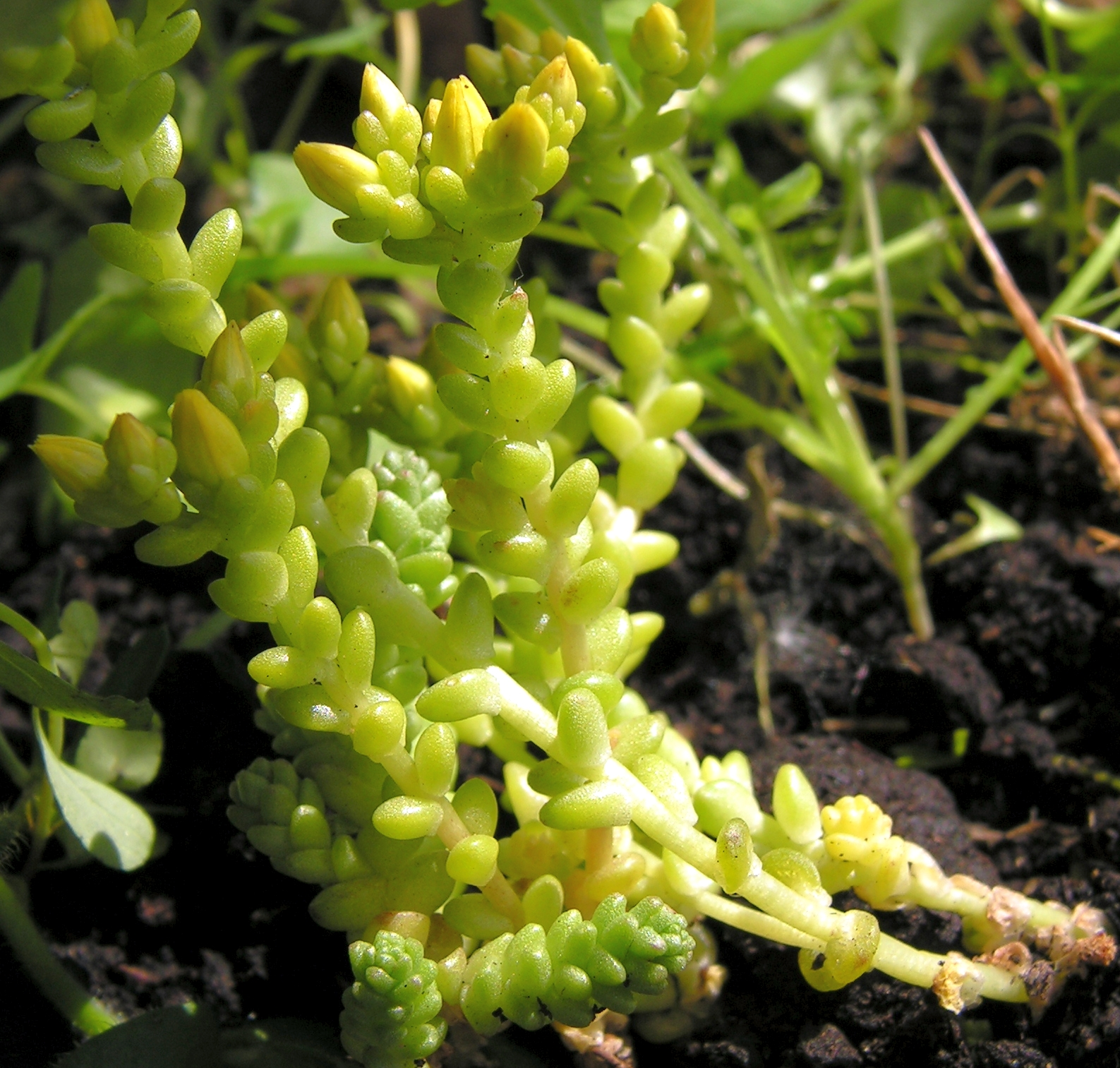
Pędy
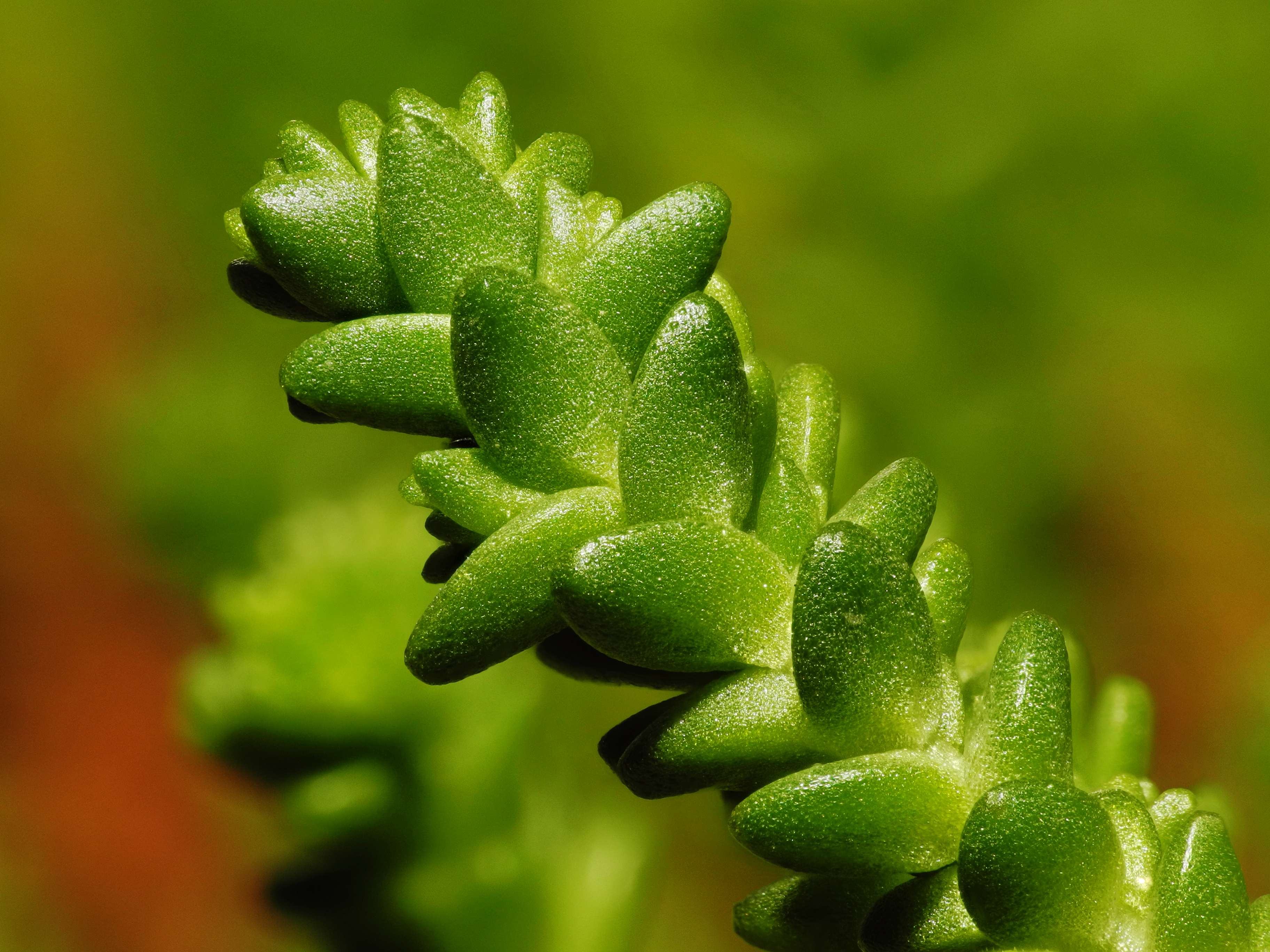
Liście
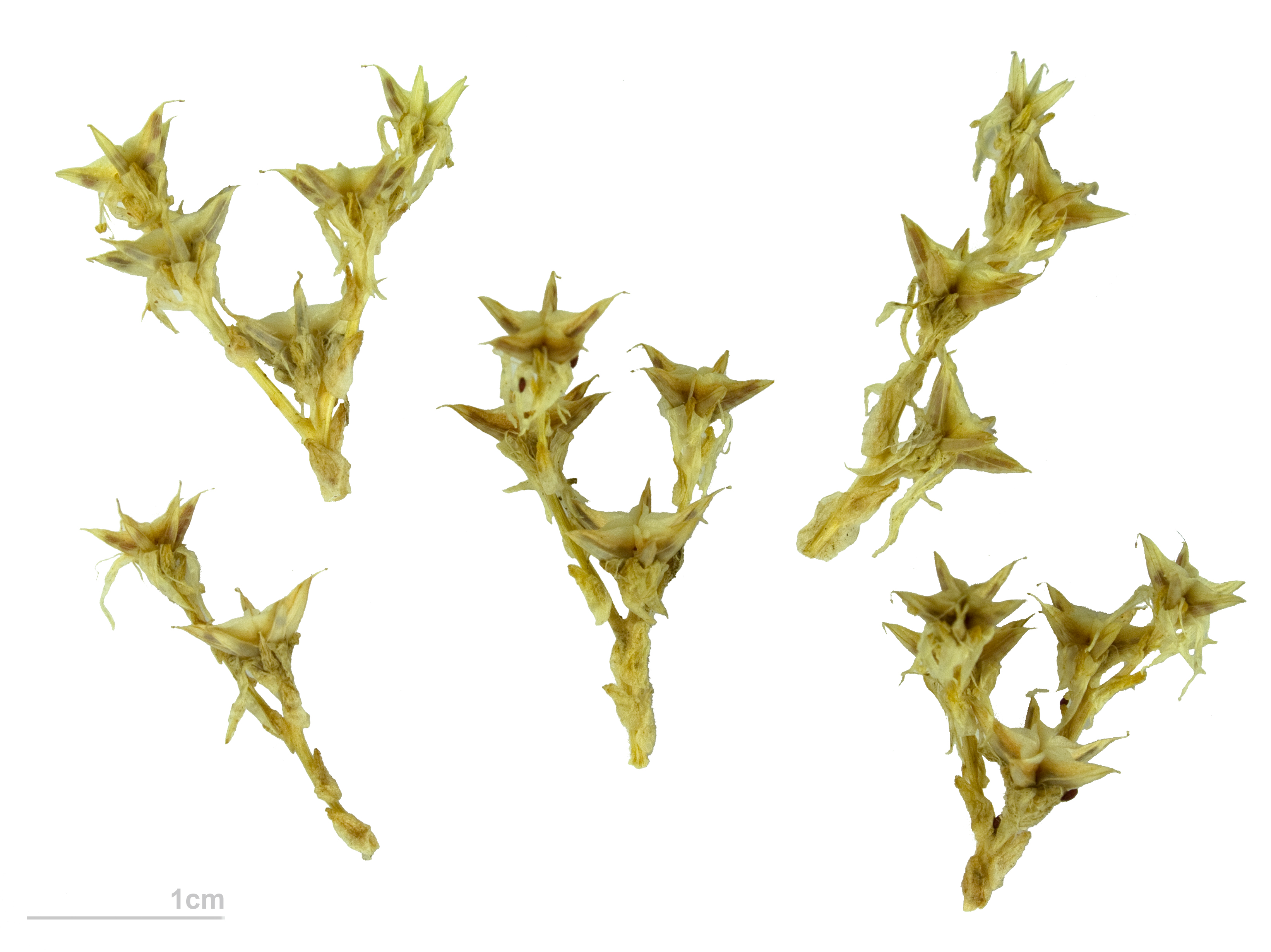
Owoce

Gatunki podobneRozchodnik sześciorzędowy (w Polsce występuje dużo rzadziej). Ma nieco inne liście i wyrostek u nasady liści ustawionych zwykle w 5–6 rzędów. Nasiona brodawkowate.

## Biologia i ekologia

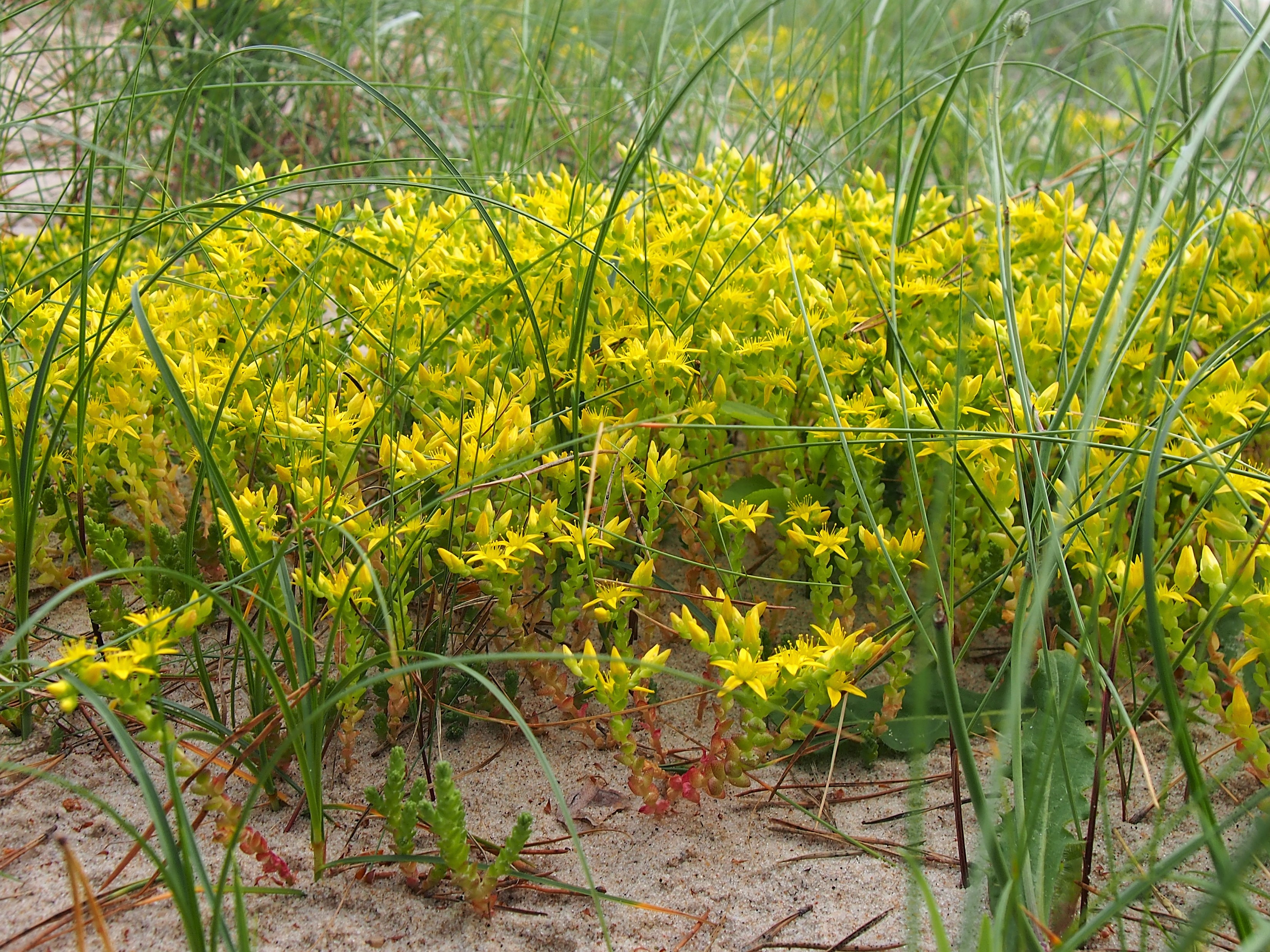
W odpowiednich siedliskach gatunek tworzy rozległe darnie

Bylina, chamefit. Kwitnie od czerwca do lipca. Rośnie na glebach bardzo suchych i ubogich, na wydmach, murach, w borach sosnowych. W klasyfikacji zbiorowisk roślinnych gatunek charakterystyczny dla Cl. Koelerio-Corynephoretea. Liczba chromosomów 2n= 16, 24, 48, 60, 80.
Roślina trująca. Może powodować zaczerwienienie skóry. Spożycie większych ilości może spowodować wymioty i osłabienie, następnie skurcze, otępienie i paraliż.

## Zastosowanie
Roślina ozdobna
Pospolicie uprawiany. Nadaje się do ogrodów skalnych oraz do ogrodów naturalistycznych. W miejscach słonecznych i suchych rozchodnik ten może być użyty zamiast trawy do zazielenienia mniejszych powierzchni jako roślina okrywowa. Najlepiej rozmnażać go poprzez sadzonki, można też poprzez nasiona. Rozsadzać można go przez cały rok. W ogródku zwykle sam się nasiewa. Nie ma specjalnych wymagań co do gleby, wymaga natomiast stanowiska słonecznego. Jako sukulent dobrze znosi suszę. Jest całkowicie mrozoodporny.
Roślina lecznicza
- Surowiec zielarski: ziele. Zawiera alkaloidy: sedaminę, sodyminę, nikotynę, flawonoidy: rutynę, kwasy organiczne, substancje śluzowe, garbniki i sole mineralne
- Działanie: obniża ciśnienie tętnicze krwi. W medycynie ludowej był stosowany przy leczeniu nadciśnienia tętniczego i miażdżycy. Zewnętrznie był używany do leczenia egzemy oraz innych schorzeń skóry[7]. Działanie rozchodnika jest silne i może drażnić przewód pokarmowy. Leczenie rozchodnikiem należy skonsultować z lekarzem.
- Zbiór i suszenie: ziele zbiera się na początku kwitnienia i suszy w miejscach przycienionych, przewiewnych, rozkładając cienką warstwą.

## Nazewnictwo
Nazwa gatunkowa, zarówno naukowa, jak i zwyczajowa, pochodzi od ostrego smaku liści. Ludowa nazwa rośliny to „pryszczeniec”.